# SS Motor Car Company
SS Motor Car Company war ein britischer Hersteller von Automobilen.

## Unternehmensgeschichte
Das Unternehmen aus London mit Büro in Holborn Viaduct begann 1900 mit der Produktion von Automobilen. Der Markenname lautete SS. Im gleichen Jahr endete die Produktion.

## Fahrzeuge
Das Modell 5 ½ HP war ein Kleinwagen. Ein liegender Einzylindermotor trieb über eine Kette die Hinterachse an. Das Getriebe hatte drei Gänge.
Ein viersitziges Fahrzeug nahm 1900 an einer 1000-Meilen-Fahrt teil.
Beworben wurde auch eine Voiturette mit einem Zweizylindermotor und 3 PS Leistung sowie ein Fahrzeug mit 3,5 PS Leistung, das Platz für zwei bis drei Personen bot.